# Llanored
Llanored, conocido como El Portal de Casanare, es la principal página web comercial de Casanare. Entre los servicios que ofrece están: noticias (de Yopal, Casanare y Colombia), variedades, datos de Casanare y sus municipios, información cultural, foros, chat, galería de fotos, buscador y música llanera en Internet. Además, hace una breve reseña de los editoriales de la prensa escrita regional, sobre todo de los periódicos El Nuevo Oriente, El correo y El Relator del Llano. También hace una breve reseña de los hechos sociales de Casanare. 